# Шандерман (дегестан)
Шандерман (перс. شاندرمن) — дегестан в Ірані, у бахші Шандерман, в шагрестані Масал остану Ґілян. За даними перепису 2006 року, його населення становило 11224 особи, які проживали у складі 2745 сімей.

## Населені пункти
До складу дегестану входять такі населені пункти:
- Анбара-Дуль
- Анджілан
- Бітам
- Боне-Сара
- Борудж-Рах
- Везмтар
- Гаджі-Біджар-ва-Джас-Ґанас
- Ґалу-Кух
- Ґаскамінджан
- Деран
- Емамзаде-Шафі
- Зарабче
- Зард-Дуль
- Кіш-Халє
- Кофуд
- Кофуд-Можде
- Кубан
- Лаль-Кан
- Латешт
- Лачур
- Маше-Ках
- Моаф
- Нілаш
- Овлом
- Паланґ-Сара
- Панґа-Пошт
- Пашед
- Пашкам
- Разін-Дуль
- Сіях-Кух
- Сіях-Мард
- Талаб-Дарре
- Харф-Куре
- Хошке-Дар'я
- Чай-Халє
- Чалє-Сара
- Чапе-Зад
- Чіт-Бон
- Чурк-Музан
- Шалеке